# Neuville-sur-Oise
Neuville-sur-Oise è un comune francese di 1.629 abitanti situato nel dipartimento della Val-d'Oise nella regione dell'Île-de-France.
I suoi abitanti vengono chiamati neuvillois e neuvilloises.

## Geografia fisica
Neuville-sur-Oise è un piccolo comune nella Val-d'Oise facente parte dell'agglomerato urbano di Cergy-Pontoise.
Di origine medievale come tutte le neuville (la neuve-ville), il villaggio si trova in un'ansa dell'Oise di fronte ai comuni di Jouy-le-Moutier e Vauréal.
I paesi confinanti sono Cergy, Conflans-Sainte-Honorine, Éragny e Maurecourt.
Il villaggio è attraversato dalla rue Joseph Cornudet (antica proprietaria del castello di Neuville e del parco) che inizia nel Pavillon d'Amour  sul ponte di Neuville fino alla chiesa di Saint-Joseph.
A nord, Neuville-sur-Oise forma con Cergy l'area degli stagni di Cergy-Neuville (che comprende gli stagni di Cayennes, Galets, Hautes Bornes e di Petit Bois così come il piccolo monte Volvic).
Ad est di Neuville si trova un distaccamento dell'università di Cergy-Pontoise, che fiancheggia la R.D. 203, strada a quattro corsie che lega rapidamente Neuville a Conflans e Saint-Germain, così come la stazione ferroviaria della RER A Neuville-Université, attiva dal 1990.
A sud, vicino a Conflans-Sainte-Honorine, si trova la stazione di depurazione delle acque di Cergy-Pontoise (sito di Fin d'Oise).
La stazione di Éragny-Neuville, che porta il nome del comune, è situata a Éragny.

## Toponimo
Il toponimo è di origine medievale,  il suffisso -ville  è caratteristico del nord della Francia. Il primo elemento invece deriva dalla parola neuve- divenuta poi neu per assimilazione della -v- di -ville. Significa «nuova casa»,  mentre la parte finale sur-Oise(sull'Oise), si riferisce al nome del fiume che costeggia il comune .

## Storia
Il villaggio è stato una frazione di Éragny; e divenne comune nel 1868.

## Amministrazione

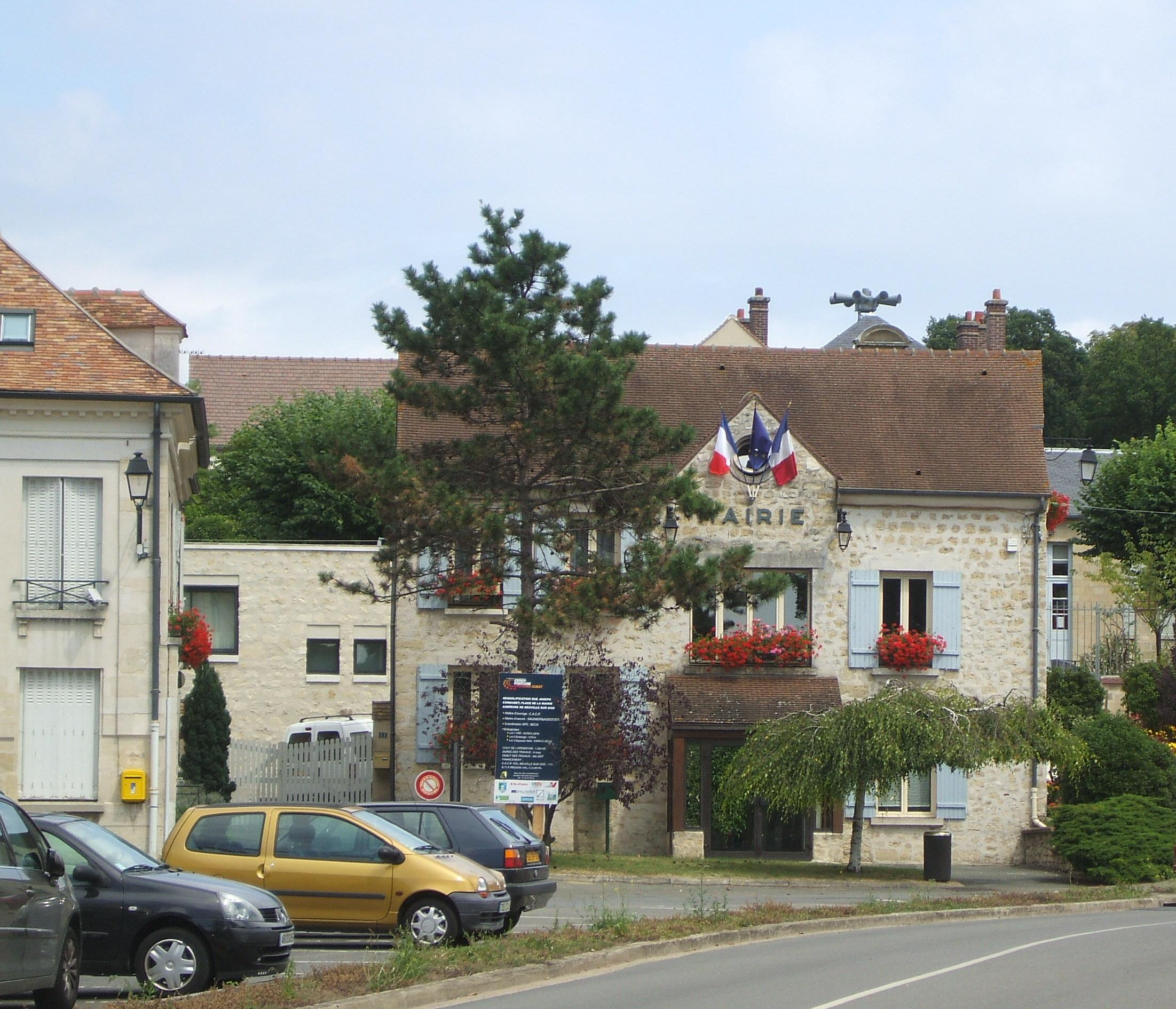
Il municipio

| Periodo | Periodo | Primo cittadino | Partito      | Carica  | Note |
| ------- | ------- | --------------- | ------------ | ------- | ---- |
| 1989    | 2014    | Jacques Feyte   | Lista civica | Sindaco |      |

## Monumenti e luoghi d'interesse

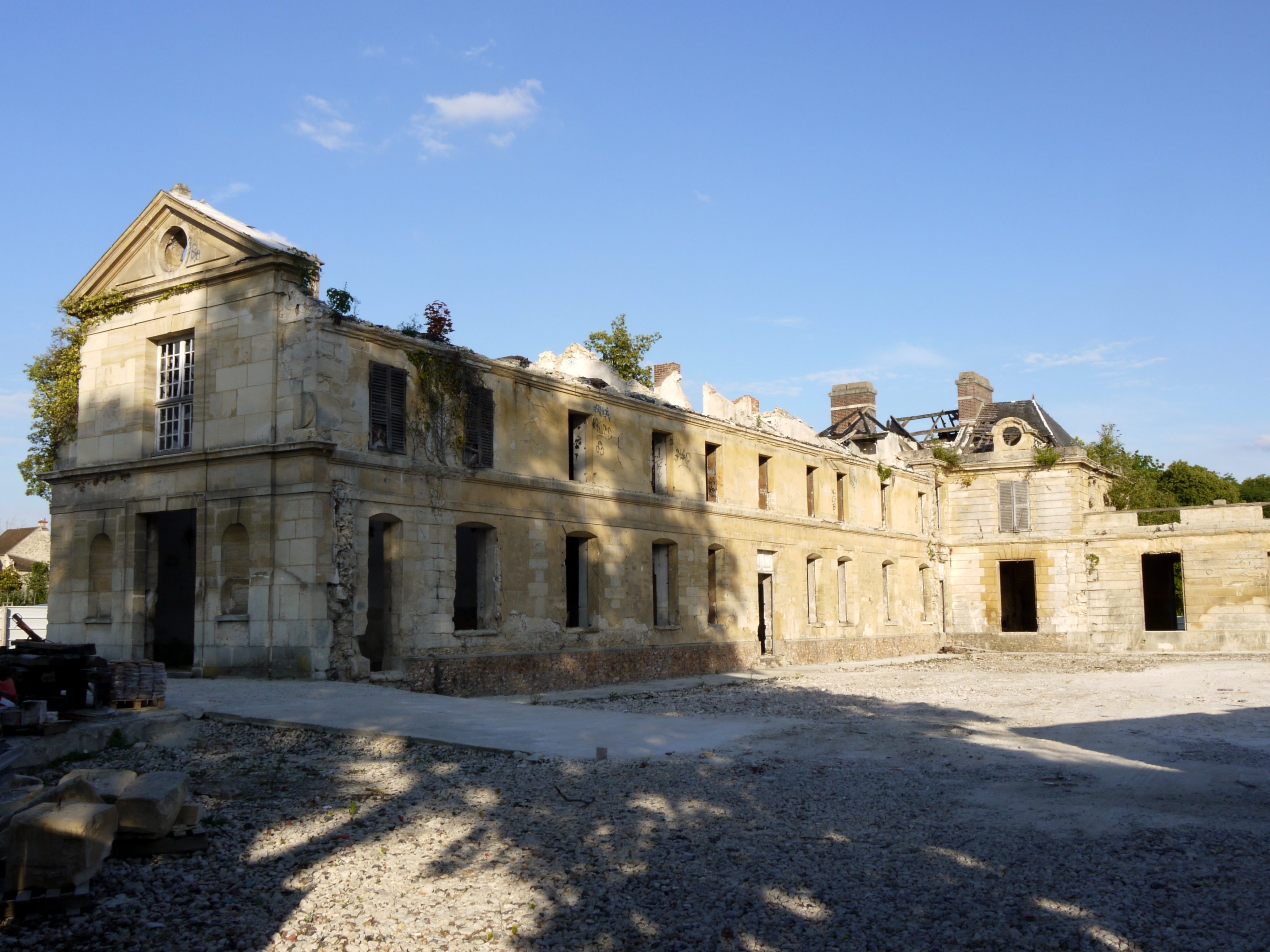
Il castello

Château de Neuville: Restaurato e sistemato dall'architetto Firmin Perlin per il conte di Mercy-Argenteau che aveva acquistato il 6 dicembre 1775 dal marchese di Castellane  per 390.000 lire la baronia di Conflans, la terra e il castello di Neuville e tutti i diritti feudali connessi. Fu forse Perlin che costruì nel parco il piccolo edificio di pianta ottagonale detto "Pavillon d'amour" che oggi si trova però fuori del perimetro del parco.

## Sport
La base de loisirs di Cergy-Pontoise occupa una superficie di 250 ettari di cui 150 come stagni, al centro dell'ansa dell'Oise tra Cergy e Neuville-sur-Oise. Permette di praticare vari sport: windsurf, tennis, badminton, minigolf, rafting, kayak e wakeboard. Tre parchi da golf sono situati a Vauréal, Jouy-le-Moutier e Saint-Ouen-l'Aumône.
Nel 1975 fu fondato il club di football dell'Associazione Sportiva di Neuville-sur-Oise (ASNO) il cui stadio si trova in chemin des Dagnaudes. Il presidente fondatore è Claude Pomares. Il club gioca con maglia gialla e nera a strisce.

## Società

### Evoluzione demografica
Abitanti censiti